# بهلول
أبو وهب بهلول بن عمرو الصيرفي الكوفي المشهور باسم بهلول (ت. 190 هـ/807م)، ولد بالكوفة في العراق. كان شاعرًا حكيمًا، وكاملًا في فنون الحكم والمعارف والآداب في زمن هارون الرشيد. تظاهر بالجنون لكي يتخلّص من متابعة الخلفاء العباسيين له بسبب تشيعه. فتصرّف تصرّف المجانين والدراويش.

## نسبه
أبو وهب بهلول بن عمرو بن المغيرة بن العباس بن محمد بن علي بن عبد الله بن العباس بن عبد المطلب بن هاشم.

## قصته مع هارون الرشيد
ذكر النيسابوري في كتابه عقلاء المجانين: خرج الرشيد إلى الحج فلما كان بظاهر الكوفة إذ بَصُر بهلولاً المجنون وخلفه الصبيان وهو يعدو، فقال: من هذا؟! قالوا: بهلول المجنون، قال: كنت أشتهي أن أراه، فأدْعُوه من غير ترويع، فقالوا: له أجب أمير المؤمنين، فلم يستجب! فقال الرشيد: السلام عليك يا بهلول، فقال: وعليك السلام يا أمير المؤمنين.
قال: كنت إليك بالأشواق، قال: لكني لم أشتق إليك! قال: عظني يا بهلول، قال: وبمَ أعِظُك؟! هذه قصورهم وهذه قبورهم!!
قال: زدني فقد أحسنت، قال: يا أمير المؤمنين من رزقه الله مالاً وجمالاً فعف في جماله وواسى في ماله كتب في ديوان الأبرار. فظن الرشيد أنه يريد شيئاً، فقال: قد أمرنا لك أن تقضي دينك، فقال: لا يا أمير المؤمنين لا يُقضى الدين بدين؛ أردد الحقَّ على أهله، واقض دين نفسك من نفسك!
قال: فإنا قد أمرنا أن يجري عليك، فقال: يا أمير المؤمنين أتُرى الله يعطيك وينساني؟! ثم ولى هارباً!

## شعره
وقال للرشيد يوماً:

## في آل البيت
وقال:
وقال :
وقال :

## مروياته
ممّن روى عنهم:
- الإمام جعفر الصادق
- الإمام موسى الكاظم
- عمرو بن دينار
- عاصم بن أبي النجود
- أيمن بن نائل

## وفاته وضريحه
قيل انه توفي سنة 190هـ، ودفن في مقبرة الشونيزية، وله مرقد، وقبرهِ معروف في بغداد، والتي تعرف اليوم بمقبرة الكرخ القديمة، ولقد عمر مرقده كاظم باشا سنة 1893م، وبنى لهُ بنياناً حسناً وعليهِ قبة، وهو من المراقد الأثرية التي تقع خلف مرقد الشيخ معروف الكرخي. والصحيح أن وفاته سنة 197هـ كما ذكر ذلك محمد بن اسحاق النحوي الوشاء في كتابه الفاضل في صنعة الأدب الكامل.